# 羅京安縣 (維吉尼亞州)

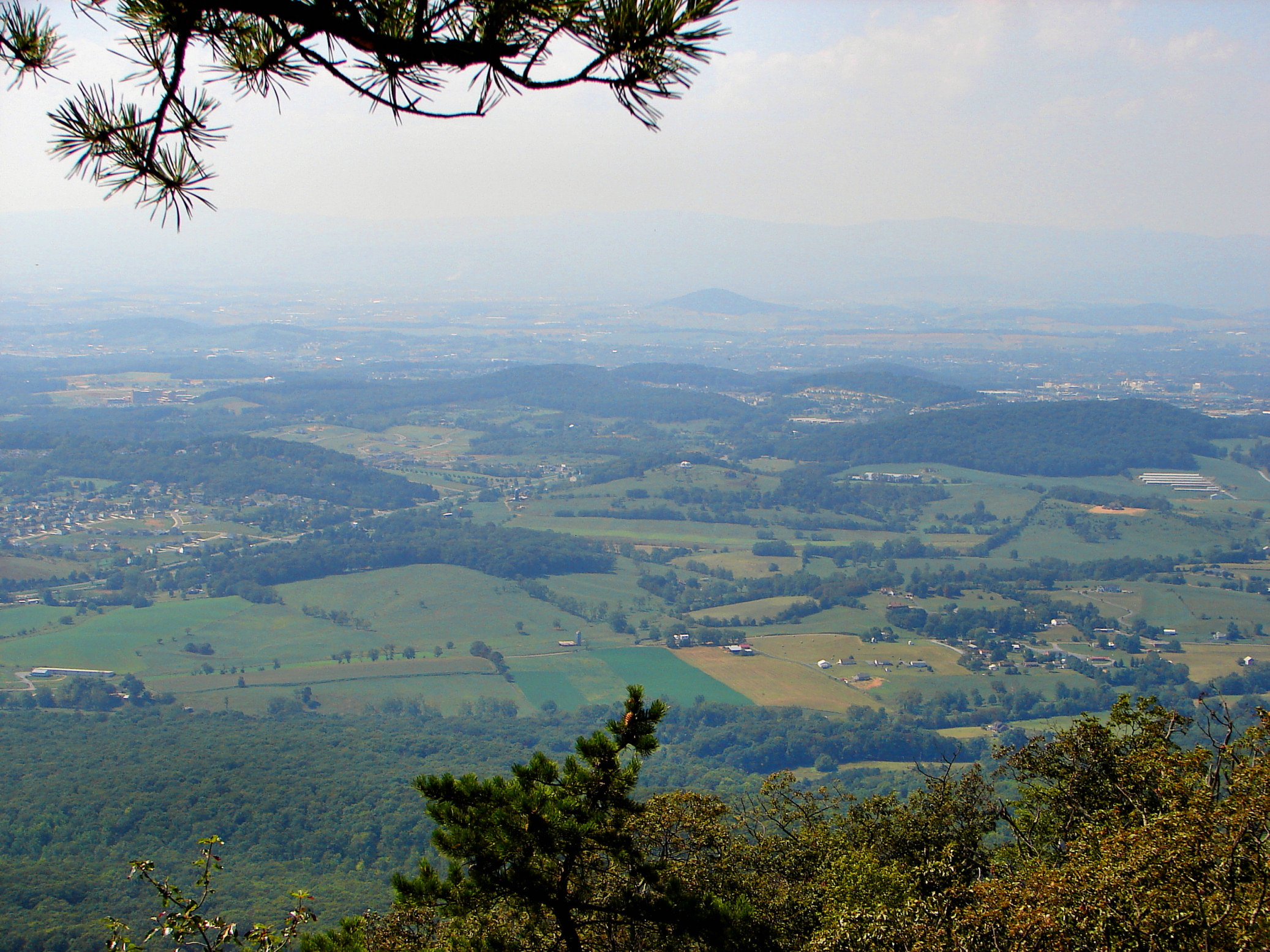
自馬薩努騰山頂俯瞰羅京安縣

羅京安縣（英語：Rockingham County）是美国弗吉尼亚州西北部的一個縣，西北鄰西維吉尼亞州，面積2,210平方公里。根據2020年美國人口普查，共有人口83,759人。縣治哈里森堡屬於獨立市，不受縣的管轄。該縣成立於1778年，縣名紀念第二代羅京安侯爵查爾斯·沃森-文特沃斯（Charles Watson-Wentworth, 2nd Marquis of Rockingham）。